# Corsica (Dakota Południowa)
Corsica – miasto w Stanach Zjednoczonych, w stanie Dakota Południowa, w hrabstwie Douglas.